# La Bosse-de-Bretagne
La Bosse-de-Bretagne (en bretó Bosenn, en gal·ló La Bocz) és un municipi francès, situat a la regió de Bretanya, al departament d'Ille i Vilaine. L'any 2006 tenia 517 habitants.

## Demografia
| 1962                                       | 1968 | 1975 | 1982 | 1990 | 1999 |
| ------------------------------------------ | ---- | ---- | ---- | ---- | ---- |
| 483                                        | 495  | 437  | 390  | 388  | 386  |
| Des de 1962: població sense dobles comptes |      |      |      |      |      |

## Administració
| Període   | Identitat          | Partit |
| --------- | ------------------ | ------ |
| 2001-2008 | Jean-Charles Hamon |        |
| 2008-     | Alain Dupont       |        |